# Waalse Pijl 2022
De eendaagse wielerwedstrijd Waalse Pijl werd in 2022 op woensdag 20 april verreden. De wedstrijd voor de mannen, de 86e editie, was onderdeel van de UCI World Tour van dit seizoen en de wedstrijd voor de vrouwen, de 25e editie, was onderdeel van de UCI Women's World Tour van dit seizoen.

## Mannen
Bij de mannen was de Fransman Julian Alaphilippe titelverdediger. In deze editie eindigde hij als vierde, achter opvolger Dylan Teuns, meervoudig winnaar Alejandro Valverde en Aleksandr Vlasov.

### Deelnemers
Naast de achttien WorldTour-ploegen gaf de organisatie ook zeven wildcards aan andere ploegen. Elke ploeg stond met 7 renners aan de start, wat het totaal van gestarte renners op 175 bracht.

### Uitslag
| Plaats  | Naam                       | Ploeg                              | Tijd     |
| ------- | -------------------------- | ---------------------------------- | -------- |
| Winnaar | Dylan Teuns                | Bahrain Victorious                 | 4u42'12" |
| 2       | Alejandro Valverde         | Movistar Team                      | + 2"     |
| 3       | Aleksandr Vlasov           | BORA-hansgrohe                     | z.t.     |
| 4       | Julian Alaphilippe         | Quick Step-Alpha Vinyl             | + 5"     |
| 5       | Daniel Martínez            | INEOS Grenadiers                   | + 7"     |
| 6       | Michael Woods              | Israel-Premier Tech                | z.t.     |
| 7       | Ruben Guerreiro            | EF Education-EasyPost              | z.t.     |
| 8       | Rudy Molard                | Groupama-FDJ                       | z.t.     |
| 9       | Warren Barguil             | Arkéa Samsic                       | z.t.     |
| 10      | Alexis Vuillermoz          | Team TotalEnergies                 | z.t.     |
| 11      | Tiesj Benoot               | Team Jumbo-Visma                   | z.t.     |
| 12      | Tadej Pogačar              | UAE Team Emirates                  | z.t.     |
| 13      | Benoît Cosnefroy           | AG2R-Citroën                       | z.t.     |
| 14      | Nick Schultz               | Team BikeExchange Jayco            | z.t.     |
| 15      | Domenico Pozzovivo         | Intermarché-Wanty-Gobert Matériaux | z.t.     |
| 16      | Jesús Herrada              | Cofidis                            | + 15"    |
| 17      | Quentin Pacher             | Groupama-FDJ                       | + 17"    |
| 18      | Mattias Skjelmose Jensen   | Trek-Segafredo                     | + 21"    |
| 19      | Neilson Powless            | EF Education-EasyPost              | + 24"    |
| 20      | Tobias Halland Johannessen | Uno-X Pro Cycling Team             | z.t.     |
|         |                            |                                    |          |
| 21      | Bauke Mollema              | Trek-Segafredo                     | z.t.     |

## Vrouwen
Bij de vrouwen was Anna van der Breggen de titelverdedigster, echter is zij gestopt met wielrennen. Zij werd opgevolgd door de Italiaanse Marta Cavalli. Zij kreeg de trofee uit handen van haar landgenote Fabiana Luperini, drievoudig winnares en tevens winnares van de eerste editie van de Waalse Pijl voor vrouwen.

### Deelnemende ploegen
Alle veertien World Tourploegen namen deel, aangevuld met tien continentale ploegen. Mede door positieve coronatesten stond een aantal ploegen met het minimum van vier rensters aan de start; Jumbo-Visma kreeg zelfs dispensatie om met drie rensters van start te gaan.
| UCI World Tour teams | UCI World Tour teams                                                                              | UCI Continental teams                                                                          | UCI Continental teams                                                                      |
| --- | ------------------------------------------------------------------------------------------------- | ---------------------------------------------------------------------------------------------- | ------------------------------------------------------------------------------------------ |
| BikeExchange Jayco Canyon-SRAM DSM EF Education-TIBCO-SVB FDJ Nouvelle-Aquitaine Futuroscope Human Powered Health Jumbo-Visma | Liv Racing Xstra Movistar Roland Cogeas Edelweiss Squad SD Worx Trek-Segafredo UAE Team ADQ Uno-X | Andy Schleck-CP NVST-Immo Losch Arkéa BePink Bingoal Casino-Chevalmeire-Van Eyck Sport Cofidis | Le Col-Wahoo Lotto Soudal Ladies Parkhotel Valkenburg Plantur-Pura Valcar-Travel & Service |

### Uitslag
| Plaats  | Naam                    | Ploeg                              | Tijd     |
| ------- | ----------------------- | ---------------------------------- | -------- |
| Winnaar | Marta Cavalli           | FDJ Nouvelle-Aquitaine Futuroscope | 3u38'37" |
| 2       | Annemiek van Vleuten    | Movistar Team                      | z.t.     |
| 3       | Demi Vollering          | Team SD Worx                       | + 10"    |
| 4       | Ashleigh Moolman-Pasio  | Team SD Worx                       | + 17"    |
| 5       | Mavi García             | UAE Team ADQ                       | + 21"    |
| 6       | Elisa Longo Borghini    | Trek-Segafredo                     | + 30"    |
| 7       | Liane Lippert           | Team DSM                           | + 33"    |
| 8       | Kristabel Doebel-Hickok | EF Education-TIBCO-SVB             | + 37"    |
| 9       | Yara Kastelijn          | Plantur-Pura                       | + 40"    |
| 10      | Ane Santesteban         | Team BikeExchange Jayco            | + 42"    |
| 11      | Pauliena Rooijakkers    | Canyon-SRAM                        | + 46"    |
| 12      | Katarzyna Niewiadoma    | Canyon-SRAM                        | + 52"    |
| 13      | Shirin van Anrooij      | Trek-Segafredo                     | z.t.     |
| 14      | Anouska Koster          | Jumbo-Visma                        | + 1'01"  |
| 15      | Arlenis Sierra          | Movistar Team                      | + 1'07"  |
| 16      | Olivia Baril            | Valcar-Travel & Service            | z.t.     |
| 17      | Niamh Fisher-Black      | Team SD Worx                       | z.t.     |
| 18      | Paula Patiño            | Movistar Team                      | z.t.     |
| 19      | Erica Magnaldi          | UAE Team ADQ                       | z.t.     |
| 20      | Sandra Levenez          | Cofidis                            | z.t.     |
|         |                         |                                    |          |
| 21      | Julie Van de Velde      | Plantur-Pura                       | + 1'16"  |

1936 · 1937 · 1938 · 1939 · 1940 · 1941 · 1942 · 1943 · 1944 · 1945 · 1946 · 1947 · 1948 · 1949 · 1950 · 1951 · 1952 · 1953 · 1954 · 1955 · 1956 · 1957 · 1958 · 1959 · 1960 · 1961 · 1962 · 1963 · 1964 · 1965 · 1966 · 1967 · 1968 · 1969 · 1970 · 1971 · 1972 · 1973 · 1974 · 1975 · 1976 · 1977 · 1978 · 1979 · 1980 · 1981 · 1982 · 1983 · 1984 · 1985 · 1986 · 1987 · 1988 · 1989 · 1990 · 1991 · 1992 · 1993 · 1994 · 1995 · 1996 · 1997 · 1998 · 1999 · 2000 · 2001 · 2002 · 2003 · 2004 · 2005 · 2006 · 2007 · 2008 · 2009 · 2010 · 2011 · 2012 · 2013 · 2014 · 2015 · 2016 · 2017 · 2018 · 2019 · 2020 · 2021 · 2022 · 2023 · 2024
Lijst van beklimmingen
Ronde van de Verenigde Arabische Emiraten ·
Omloop Het Nieuwsblad ·
Strade Bianche ·
Parijs-Nice · 
Tirreno-Adriatico · 
Milaan-San Remo ·
Ronde van Catalonië ·
Driedaagse Brugge-De Panne ·
E3 Saxo Bank Classic ·
Gent-Wevelgem ·
Dwars door Vlaanderen ·
Ronde van Vlaanderen ·
Ronde van het Baskenland ·
Amstel Gold Race ·
Parijs-Roubaix ·
Waalse Pijl ·
Luik-Bastenaken-Luik ·
Ronde van Romandië ·
Eschborn-Frankfurt ·
Ronde van Italië ·
Critérium du Dauphiné ·
Ronde van Zwitserland ·
Ronde van Frankrijk ·
Clásica San Sebastián ·
Ronde van Polen ·
BEMER Cyclassics ·
Bretagne Classic ·
Benelux Tour ·
Ronde van Spanje ·
GP van Quebec · 
GP van Montreal · 
Ronde van Lombardije ·
Ronde van Guangxi ·
Strade Bianche ·
Ronde van Drenthe ·
Trofeo Alfredo Binda-Comune di Cittiglio ·
Brugge-De Panne ·
Gent-Wevelgem ·
Ronde van Vlaanderen ·
Amstel Gold Race ·
Parijs-Roubaix ·
Waalse Pijl ·
Luik-Bastenaken-Luik ·
Itzulia Women ·
Ronde van Burgos ·
RideLondon Classic ·
The Women's Tour · 
Giro Donne · 
Tour de France Femmes ·
Postnord Vårgårda WestSweden · 
Ronde van Scandinavië ·
GP de Plouay-Bretagne ·
Simac Ladies Tour ·
Ceratizit Challenge by La Vuelta · 
Ronde van Romandië
Afgelaste wedstrijden: Cadel Evans Great Ocean Road Race · 
Tour of Chongming Island · 
Ronde van Guangxi